# أنقليس ثعباني سمكي صغير
أنقليس ثعباني سمكي صغير (الاسم العلمي: Quassiremus nothochir) هو نوع من الأسماك، يتبع فصيلة الأنقليس الثعباني.